# Phil Dawson
Philip Drury Dawson (nascido em 23 de janeiro de 1975) é um jogador de futebol americano aposentado que jogava como Placekicker na NFL. Ele jogou pelo Cleveland Browns de 1999 a 2012 e tem o recorde de mais field goal convertidos da franquias passando o Hall of Fame, Lou Groza, em 2010. Ele jogou futebol americano universitário na Universidade do Texas em Austin.

## Carreira na escola secundária
Dawson frequentou a Lake Highlands High School, em Dallas, Texas. Em um jogo de playoff de 1992 no Texas Stadium contra Nacogdoches High School, Dawson chutou um field goal de 52 jardas com o tempo expirado para dar a vitória ao time por 31-28.
Em seu último ano, ele foi titular tanto como kicker quanto como Offensive tackle até machucar o joelho na pré-temporada. Ele achava que poderia ter que fazer uma cirurgia, mas ele se recuperou e foi nomeado como o Jogador Ofensivo do Ano da Região Sudoeste pelo SuperPrep.

## Carreira na faculdade
Dawson frequentou a Universidade do Texas em Austin. Após não jogar em seu primeiro ano, ele marcou 80 pontos em seu segundo ano. Ele também empatou um recorde escolar com 54 pontos extras consecutivos. Na temporada seguinte, ele foi nomeado pro time All-America e liderou Texas na pontuação. Ele fez parte da Primeira-Equipe All-America em seu terceiro e último ano.
Dawson é famoso por seu field goal que deu vitória contra a Universidade da Virgínia em 1995, foi um field goal de 50 jardas contra um vento de 30 MPH para dar ao Texas uma dramática vitória por 17-16 com o cronometro zerado.

## Carreira profissional

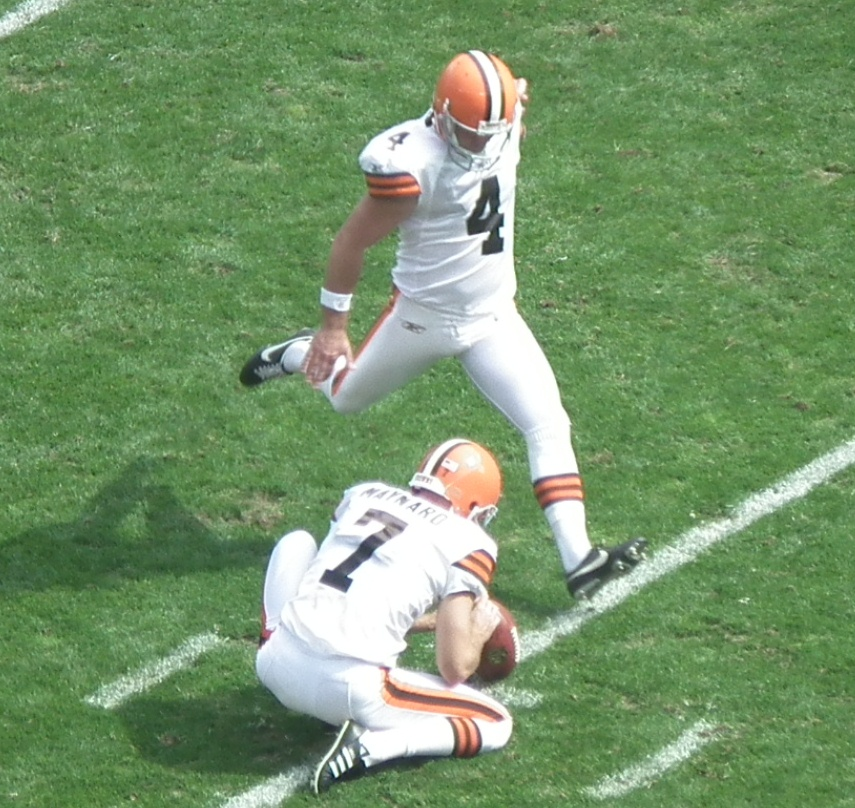
Dawson chutando em um jogo em 2011

Dawson assinou como um agente livre pelo Oakland Raiders, mas foi dispensado poucos dias depois. Ele foi contratado pelo New England Patriots e atribuído ao time de treino, ele nunca jogou pelos Patriots.

### Cleveland Browns
O Cleveland Browns contratou-o como um agente livre em março de 1999 e ele permaneceu com a equipe por 14 anos. Dawson detém o recorde de mais field goals consecutivos (29) e mais field goals em um jogo (6). Dawson é atualmente o 7º kicker mais preciso da NFL. Em 10 de outubro de 2010, Dawson passou Lou Groza em mais field goals pelos Browns com 234.
Dawson marcou os primeiros pontos na história do "novo" Cleveland Browns em 1999. Em 10 de outubro daquele ano, ele marcou o único touchdown de sua carreira em um fake field goal contra o Cincinnati Bengals em uma derrota por 18-17. Seu mais longo chute por muito tempo foi um field goal de 56 jardas em 17 de novembro de 2008, que viria a ser o vencedor do jogo contra o Buffalo Bills no Monday Night Football. No entanto, ele atingiu um field goal de 59 jardas em um jogo de pré-temporada em 14 de agosto de 2010.
Dawson teria se tornado um agente livre irrestrito no final da temporada de 2010, mas recebeu a Franchise tag em 22 de fevereiro, mantendo-o para a temporada de 2011.

### San Francisco 49ers

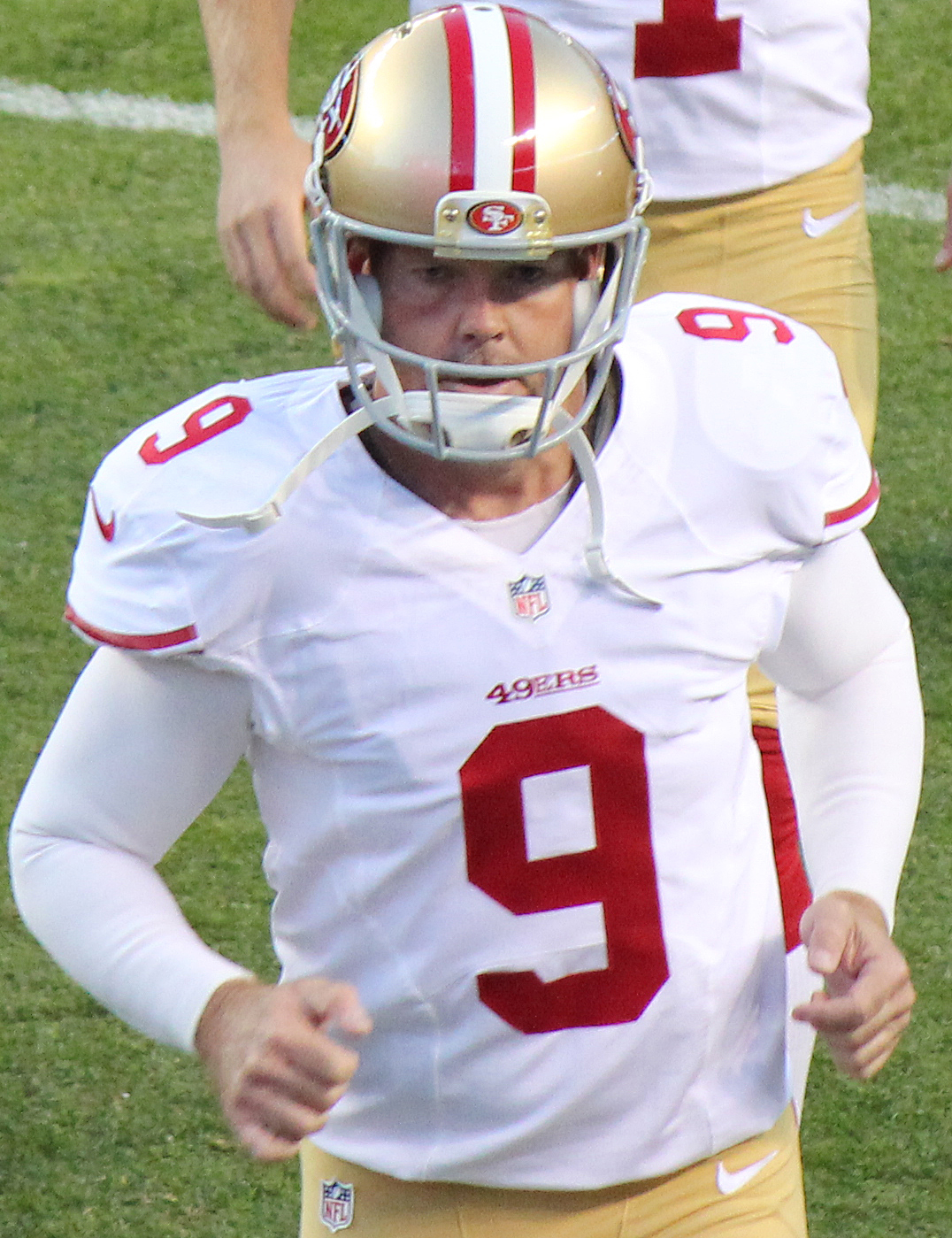
Dawson com os 49ers

Dawson assinou com o San Francisco 49ers em 19 de março de 2013. Ele fez 27 field goals consecutivos (recorde da sua carreira) durante a temporada de 2013, até que a sequência foi encerrada por um field goal de 24 jardas contra o Arizona Cardinals na semana 17. Ele terminou seu primeiro ano em San Francisco com a segunda maior quantidade de pontos (140) e field goals (32-de-36) na história da equipe. Dawson chutou o field goal da vitória no jogo contra o Green Bay Packers no dia 5 de janeiro de 2014, dando aos 49ers uma vitória por 23-20.
Em 26 de setembro de 2013, Dawson tentou e errou um chute de 71 jardas nos últimos segundos do segundo tempo de jogo contra o St. Louis Rams. Ele é o último jogador a ter tentado esta jogada incomum.
Em 11 de março de 2014, Dawson assinou um novo contrato de dois anos para permanecer com os 49ers.
Dawson voltou a assinar com os 49ers em um contrato de um ano em 12 de março de 2016. Dawson fez seu 400º field goal em 20 de novembro de 2016 contra o New England Patriots.

### Arizona Cardinals
Em 10 de março de 2017, Dawson assinou um contrato de dois anos com o Arizona Cardinals.
Em 10 de setembro de 2017, na derrota por 35-23 para o Detroit Lions, Dawson fez sua estréia na equipe. Ele converteu dois pontos extras e um field goal na derrota. Em 17 de setembro de 2017, na semana 2, Dawson converteu três field goals, incluindo um de 40 jardas para forçar a prorrogação e 30 jardas na prorrogação para vencer o jogo por 16 a 13 sobre o Indianapolis Colts.
Em 26 de novembro de 2017, na semana 12, Dawson acertou um field goal de 57 jardas com um segundo sobrando para bater o Jacksonville Jaguars. Foi o mais longo field goal da carreira de Dawson. Ele converteu quatro field goals no jogo, incluindo o chute vencedor de 57 jardas, ganhando o Jogador de Times Especiais da NFC da Semana.
Em 26 de novembro de 2018, Dawson foi colocado na lista de lesionados com uma lesão no quadril.

## "Regra Phil Dawson"
Dawson tem uma regra com o seu nome depois de uma decisão errada dos árbitros. Em 18 de novembro de 2007, Dawson tentou um field goal de 51 jardas nos últimos segundos do quarto período para empatar o jogo contra o Baltimore Ravens. O chute acertou o poste de apoio as "traves" e caiu na parte de fora das traves. O chute foi originalmente decidido que foi pra fora. Sob as regras da NFL, a jogada não era passível de revisão. As autoridades discutiram a jogada entre si por vários minutos e decidiram que, uma vez que a bola havia de fato cruzado a trave dentro do gol, o que aconteceu depois não importava. O chute foi considerado certo, como anunciado pelo árbitro Pete Morelli. No entanto, como a jogada não é tecnicamente passível de revisão, o árbitro Pete Morelli anunciou que a jogada foi revertida "após discussão", ao contrário de "depois de uma revisão adicional", como é geralmente dito.
Neste ponto, os Ravens, já comemorando no vestiário (eles teriam vencido por 30-27), foram chamados de volta ao campo para passarem para jogar a prorrogação. Os Browns venceram o jogo por 33-30 na prorrogação, quando Dawson voltou a aparecer com um field goal de 33 jardas. Dawson terminou o jogo com 4 FGs, enquanto Matt Stover, terminou com 3 FGs para os Ravens.
Notavelmente, mais tarde na temporada em 16 de dezembro, na condução de neve e rajadas de vento até 40 mph, Dawson chutou outro field goal, um chute improvável de 49 jardas, que atingiu o mesmo lugar. Este field goal ajudou os Browns a conseguirem uma vitória por 8-0 sobre o Buffalo Bills na nevasca. Atingir essa mesma estrutura duas vezes na mesma temporada levou alguns membros da imprensa de Cleveland a se referirem ao poste de apoio como "The Dawson Bar".
Antes da temporada de 2008, a regra foi alterada para permitir a revisão de fields goals e pontos extras. Esta nova regra é apelidada de "Regra Phil Dawson".

## Vida pessoal
Dawson reside em Austin, Texas com sua esposa, Shannon, e 3 filhos, Dru, Beau e Sophiann. A partir de 2018, Dru é QB titular na Vandegrift High School, enquanto seu outro filho Beau também está no time do colégio como um calouro reserva.
Sua esposa Shannon é cantora e compositora e produziu seu primeiro álbum "Redemption" em 2013.